# Энциклопедия сказок
Энциклопе́дия ска́зок. Спра́вочник по истори́ческой и сравни́тельной фольклори́стике (нем. Enzyklopädie des Märchens. Handwörterbuch zur historischen und vergleichenden Erzählforschung) — немецкое справочное издание по международной фольклористике, являющееся всеобъемлющим трудом в этой области. В общей сложности за весь период создания с 1975 по 2014 год было выпущено 15 томов. В общей сложности в написании статей приняло участие около 1000 человек из 80 стран. Тираж «Энциклопедии сказок» составил 3000 экземпляров.

## История создания

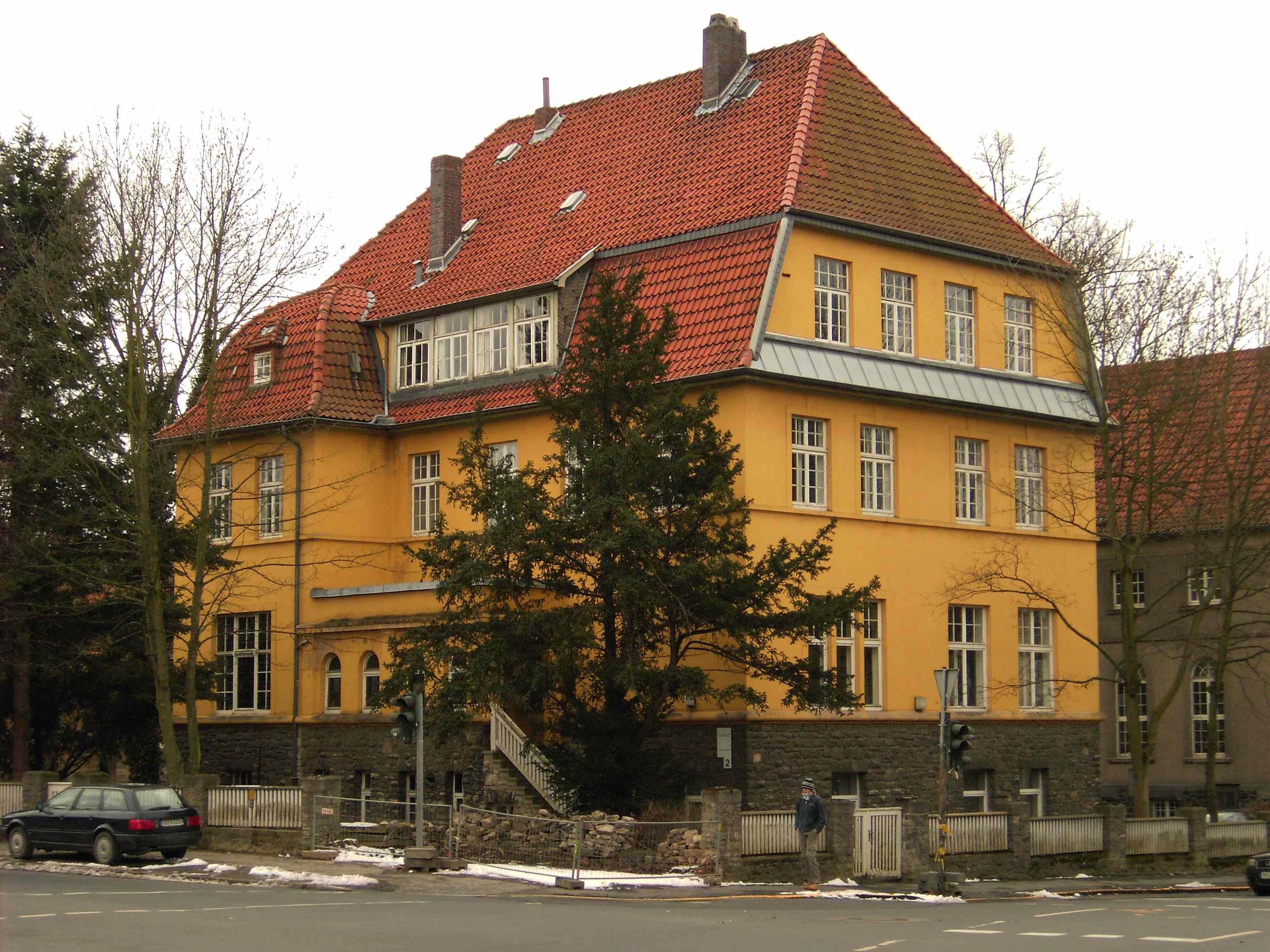
Дом в Гёттингене, где создавалась «Энциклопедия сказок»

Идейным предшественником «Энциклопедии сказок» был «Справочник немецких сказок» (нем. Handwörterbuch des deutschen Märchens) два тома которого успели под редакцией Лутца Макензена выйти до войны, хотя дальнейшие события не позволили продолжить выпуск. Начало будущей энциклопедии было положено в 1955 году небольшим коллективом под руководством Курта Ранке. Официально проект впервые был представлен в 1958 году в Нюрнберге на Немецком конгрессе по фольклористике. За этим последовало участие в проекте Гёттингемского университета, получившего финансовую поддержку от Немецкого научно-исследовательского общества и Фонда Фольксваген. С 1980 года ведение проекта перешло к Гёттингенской академии наук и финансировалось за счёт совместной федерально-земельной программы Akademienprogramm. Затем изданием энциклопедии (наряду с журналом Fabula – Zeitschrift für Erzählforschung. Journal of Folktale Studies. Revue d'Etudes sur le Conte Populaire) стало заниматься издательство Walter de Gruyter. В 1975 году были опубликованы статьи начиная с «Аарне, Антти Аматус», а в 1977 году вышел первый том A – Ba. В 2014 году из печати вышел четырнадцатый том «Vergeltung – Zypern. Nachträge». В декабре 2015 года был выпущен пятнадцатый том содержащий справочные материалы и указатель статей. В 2016 году Walter de Gruyter «Энциклопедии сказок» была запущена в электронном виде.

## Содержание
В Энциклопедии сказок содержится обширный материал по:
- Теориям и методологиям;
- Вопросам жанра, проблемам стиля и структуры, вопросы контекста и разворачивающегося действия;
- Важнейшим сюжетам и мотивам[нем.] сказок;
- Жизнеописаниям учёных, собирателей фольклора и авторов произведений;
- Национальным и региональным исследованиям.

## Редакция
В разные годы редакторами «Энциклопедии сказок» выступали:
- Рудольф Шенда[нем.] (1973–1992)
- Лутц Рорих[нем.] (1973–2006)
- Макс Люти[нем.] (1973–1984)
- Регина Бендикс (2005–2006)
- Рольф Вильгельм Бреднич[нем.] (1983–2015)